# Compromiso País
Compromiso País (COMPA) es un partido político venezolano que se define a sí mismo como centro-humanista liberal.

## Historia
De acuerdo con la coordinadora nacional del partido, Olga Morey, desde el año 2019 fueron realizadas todas las gestiones correspondientes para la constitución del mismo. El 26 de agosto del 2020, el Tribunal Supremo de Justicia habilitó al partido para participar en las elecciones parlamentarias. Sin embargo, no pudo postular a sus candidatos, quedando fuera de la contienda electoral y denunció el silencio por parte de las autoridades del Consejo Nacional Electoral en este aspecto.
En agosto de 2020, Compromiso País fue uno de los miembros fundadores de la Alternativa Popular Revolucionaria, una coalición de izquierda chavista crítica con Nicolás Maduro. Sin embargo, el 25 de agosto de ese año el partido sería intervenido por el Tribunal Supremo de Justicia el cual habilita a Olga Morey en la directiva de esta organización política.
El 27 de mayo del 2021, el CNE habilitó al partido para participar en las elecciones regionales de este año. Compromiso País ha emitido comunicados a la opinión pública en los que ha informado que no forma parte de la Alianza Democrática. En las elecciones, obtuvo la alcaldía del Municipio Ezequiel Zamora, en Barinas, así como también la mayoría en el concejo municipal.

## Resultados

### Regionales
| Año  | Votos  | %    | Gobernadores | +/- | Alcaldías | +/- |
| ---- | ------ | ---- | ------------ | --- | --------- | --- |
| 2021 | 43.844 | 0.53 | 0/23         | 0   | 1/335     | 1   |